# Pavel Smetana (politik)
Pavel Smetana (* 28. května 1970 Želatovice) je český politik ČSSD, v roce 2010 krátce poslanec Parlamentu ČR, následně v letech 2015-2018 náměstek primátorky Statutárního města Prostějova.

## Biografie
Je rodákem z Želatovic u Přerova. Je ženatý, má dvě dcery. Absolvoval gymnázium Jakuba Škody v Přerově. Následně vystudoval Univerzitu Tomáše Bati ve Zlíně, obor Sociální pedagogika, kde získal titul bakalář (Bc.). Profesí působí jako podnikatel.
V komunálních volbách roku 1994 kandidoval neúspěšně do zastupitelstva města Prostějov za Stranu demokratické levice. Bez úspěchu sem kandidoval i v komunálních volbách roku 1998, nyní již za ČSSD. Do tamního zastupitelstva byl zvolen za ČSSD v komunálních volbách roku 2002, komunálních volbách roku 2006 a komunálních volbách roku 2010. Profesně se k roku 1998 uvádí jako podnikatel, následně k roku 2002 a 2006 coby živnostník, v roce 2010 jako asistent poslance. Působí jako radní města Prostějova a místopředseda OVV ČSSD v Prostějově.
Ve volbách v roce 2006 kandidoval do poslanecké sněmovny za ČSSD (volební obvod Olomoucký kraj). Nebyl zvolen, ale do sněmovny usedl dodatečně v březnu 2010 jako náhradník poté, co zemřel poslanec Jindřich Valouch. Vzhledem k blížícímu se konci funkčního období sněmovny se již v parlamentu výrazněji neangažoval. Setrval zde do voleb roku 2010.
K roku 2010 se profesně uvádí jako soukromý podnikatel z Prostějova. Vlastnil firmu na montáž žaluzií na pokojové malby a interiéry. Kvůli nástupu do sněmovny přenechal manažerské pravomoce podřízeným.
Po volbách v roce 2010 nastoupil coby asistent poslance ČSSD Pavla Holíka.
V říjnu 2015 byl zvolen uvolněným náměstkem primátorky Statutárního města Prostějova. Ve funkci skončil poté, co ve volbách do zastupitelstva města v říjnu 2018 neobhájil mandát zastupitele.
V roce 2020 působil jako volební manažer SPD v Olomouckém kraji.